# Cher (departement)
Cher är ett franskt departement i regionen Centre-Val de Loire. Departementet har fått sin namn efter floden Cher. Huvudort är Bourges. 
Departementet skapades under den Franska revolutionen den 4 mars 1790 som en del av landskapet Berry.